# August Blumensaat
August Blumensaat (* 15. Januar 1911 in Gelsenkirchen; † 30. November 1989 in Essen) war ein deutscher Langstreckenläufer.

## Leben
Blumensaat gehörte in den 1950er Jahren zu den besten deutschen Marathonläufern. Bei den Deutschen Meisterschaften konnte er sich von 1951 bis 1960 achtmal unter den besten Acht platzieren. 1954 und 1955 war er Deutscher Vizemeister. 1955 und 1957 war er mit TUSEM Essen Deutscher Mannschaftsmeister.
Bei den Europameisterschaften 1954 belegte er in 2:42:32,2 h Platz 18. Seine persönliche Bestleistung von 2:27:41,0 h, aufgestellt am 16. Oktober 1955 in Altenrath, bedeutete seinerzeit deutschen Rekord.
Blumensaat war Initiator des Tusem-Marathons (später Rund um den Baldeneysee), den er bei der dritten Austragung 1965 auch gewann.
August Blumensaat blieb bis ins hohe Alter als Läufer aktiv. Seinen letzten Marathonlauf bestritt er 1980.
Ende November findet jedes Jahr in Essen der „August-Blumensaat-Gedächtnislauf“ statt.